# 国際連合ジュネーブ事務局

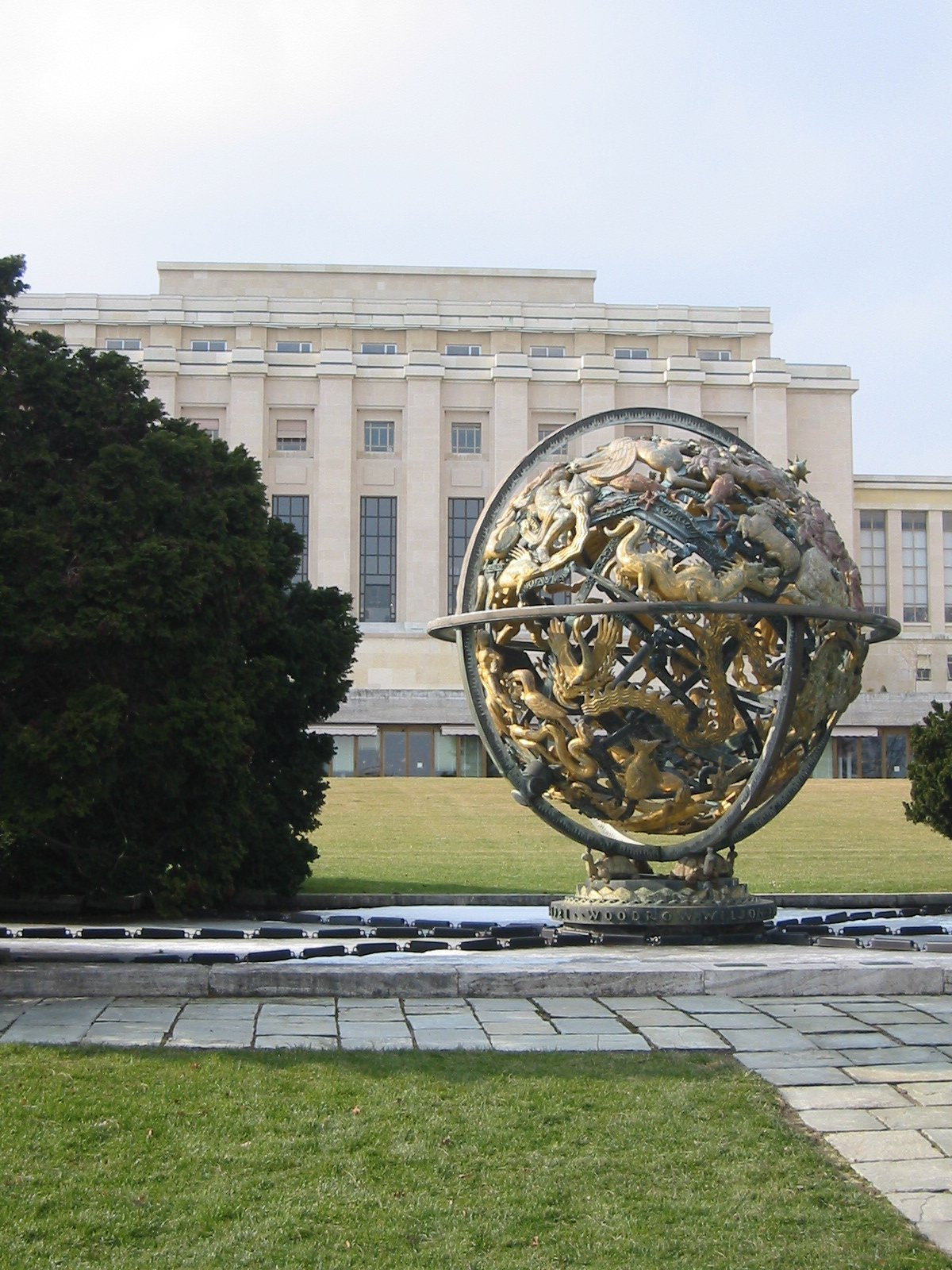
前庭の彫刻

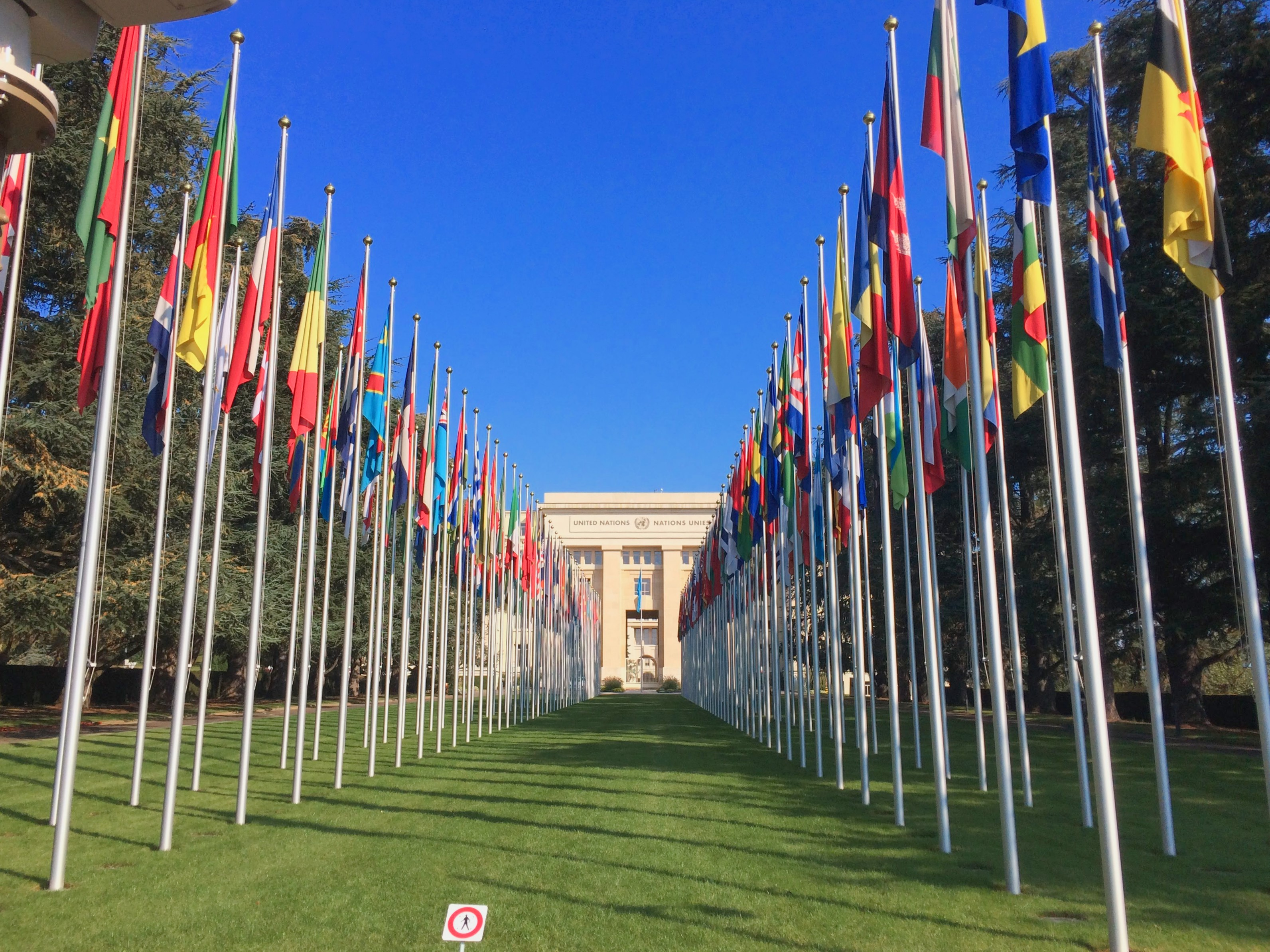
アプローチに並ぶ万国旗

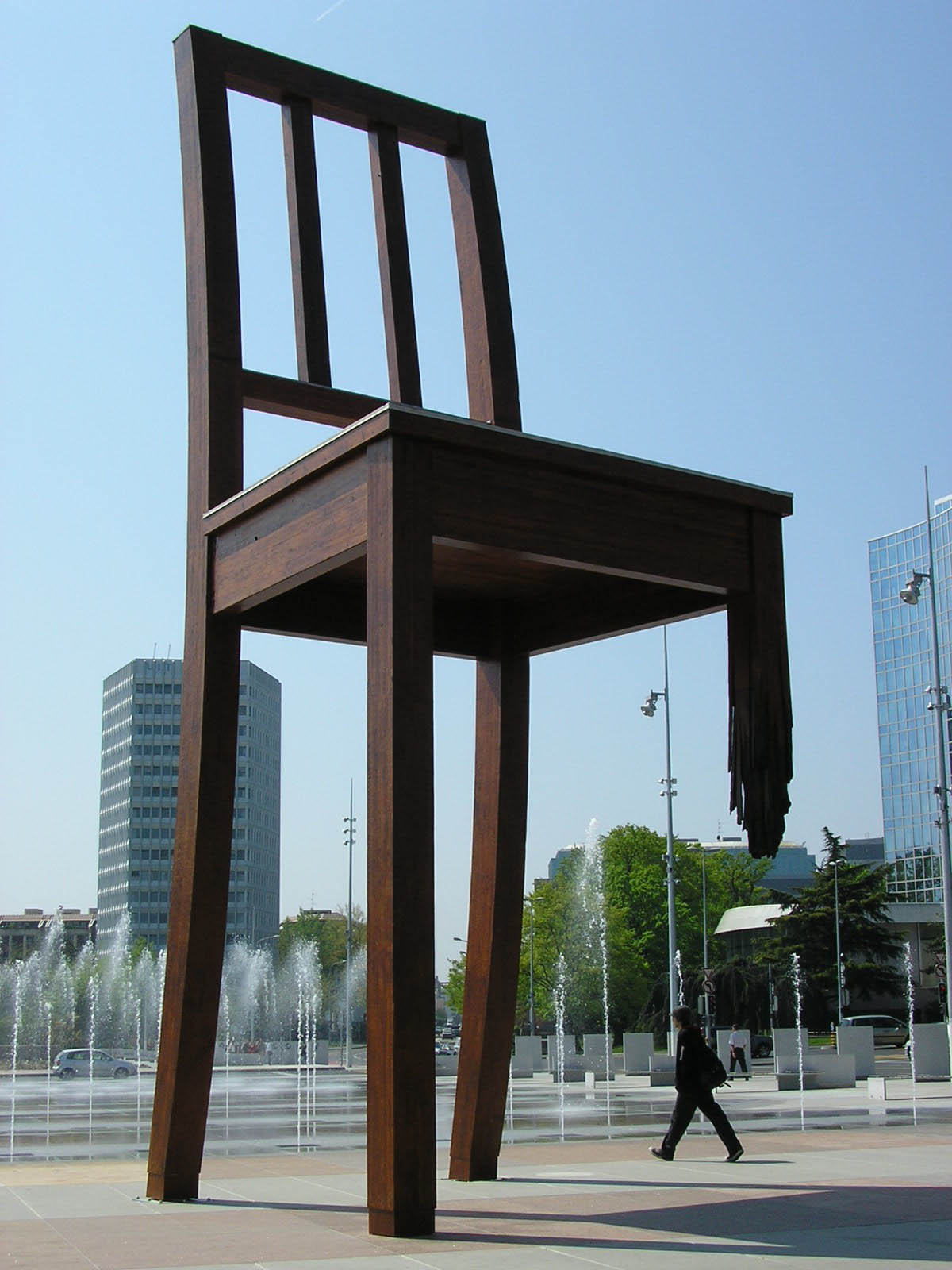
パレ・デ・ナシオン前広場の「壊れた椅子」の彫刻。欠けた脚は地雷やクラスター爆弾への反対を表す。

国際連合ジュネーヴ事務局（こくさいれんごうジュネーヴじむきょく、仏語: Office des Nations Unies à Genève, 英語: United Nations Office at Geneva, UNOG）は、スイス・ジュネーヴにある国際連合の事務所である。世界の4箇所に所在する主要事務所のひとつで、ニューヨークの国連本部に次ぐ大きい事務所である。国際連合欧州本部（国連欧州本部）とも呼ばれる。
現事務局長は、2019年に就任したタチアナ・ヴァロヴァヤ (Валовая, Татьяна Дмитриевна)。

## 概要
1929年から1938年にかけて国際連盟本部として建設され、1950年代と1960年代後半に増築された。スイス・ジュネーヴのパレ・デ・ナシオン（フランス語: Palais des Nations）に位置する。
国際連合の機関のほかに、国際労働機関 (ILO) や世界保健機関 (WHO) など多くの専門機関や国際計算機センターが入居する。
国際連合及びその専門機関は、パレ・デ・ナシオンの外にも事務所を設け、敷地は通常スイス政府が提供している。

## 構成する機関

### ジュネーヴに本部を置く機関
- 欧州経済委員会 (ECE)
- 国際教育局 (IBE) - UNESCOの下部組織
- 国際計算機センター (ICC)
- 国際労働機関 (ILO)
- 国際貿易センター(ITC)
- 国際電気通信連合 (ITU)
- 合同監査団 (JIU)
- 国際連合人道問題調整事務所 (OCHA)
- 国際連合エイズ合同計画 (UNAIDS)
- 国際連合人権高等弁務官事務所 (OHCHR)
- 国際連合難民高等弁務官事務所 (UNHCR)
- 国際連合賠償委員会 (UNCC)
- 国際連合貿易開発会議 (UNCTAD)
- 国際連合軍縮研究所 (UNIDIR）
- 国連防災機関 (UNISDR)
- 国際連合訓練調査研究所 )UNITAR)
- 国連NGO連絡サービス (UN/NGLS)
- 国連プロジェクトサービス機関 (UNOPS)
- 国連開発と平和のためのスポーツ事務所 (UNOSDP)
- 国連人口基金 (UNFPA)
- 国際連合パレスチナ難民救済事業機関 (UNRWA)
- 国際連合社会開発研究所 (UNRISD)
- 国連調整審議会 (CEB)
- 国際連合ボランティア計画 (UNV)
- 世界保健機関 (WHO)
- 世界知的所有権機関 (WIPO)
- 世界気象機関（WMO）

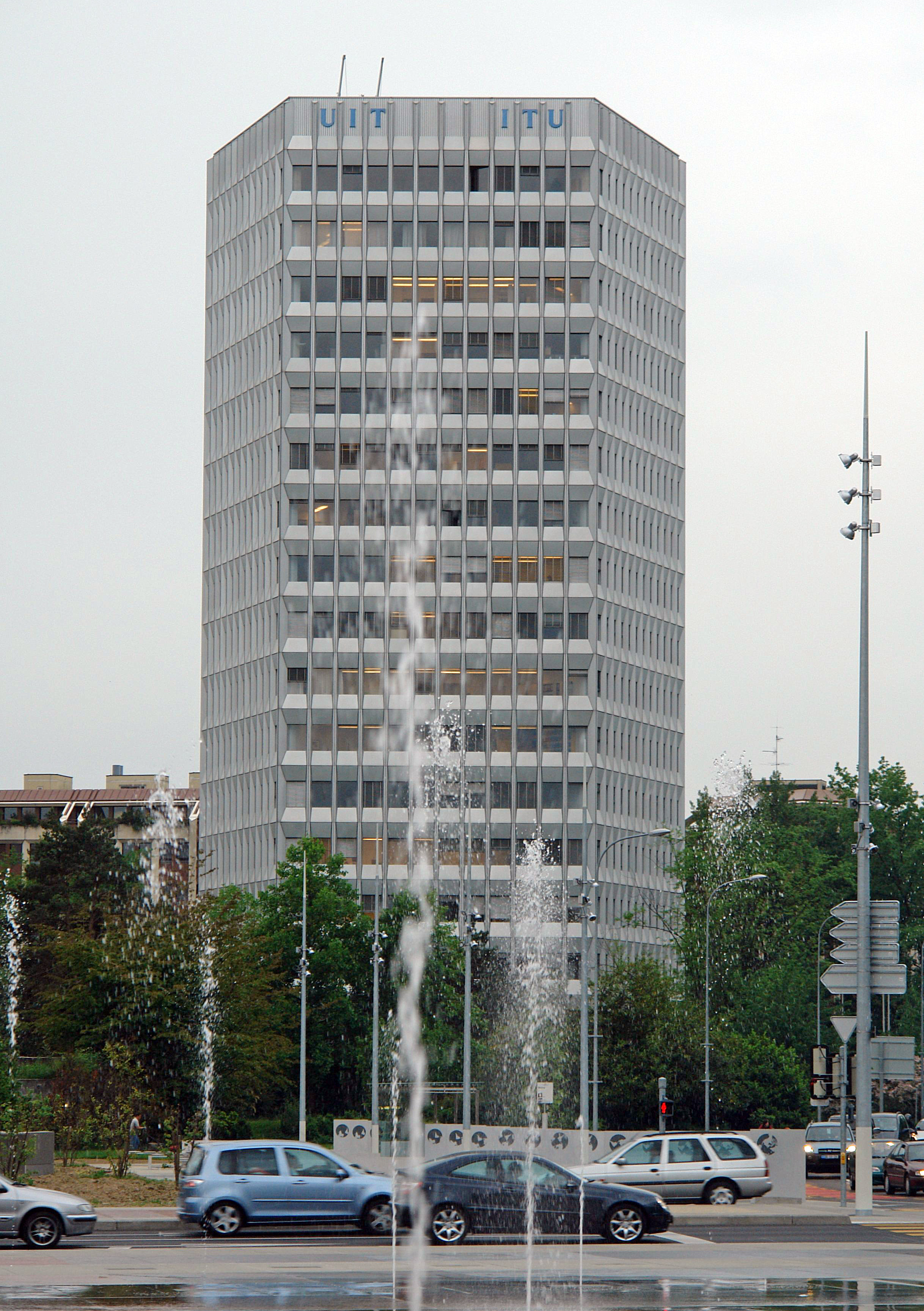
ITU
WHO
WIPO
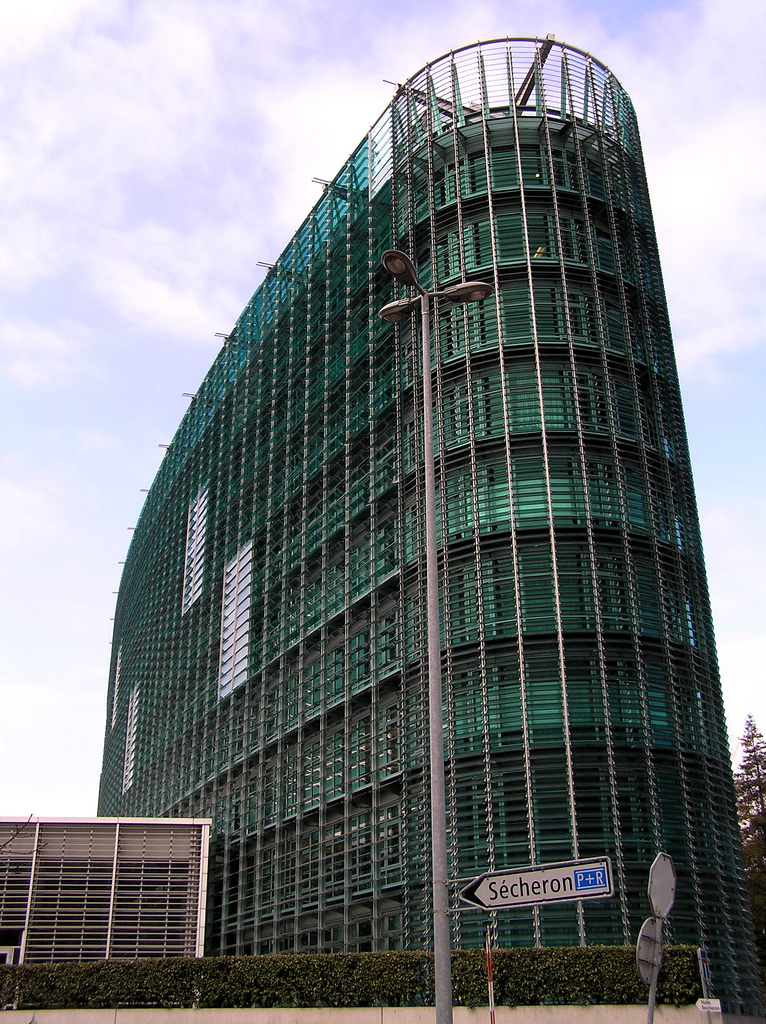
WMO

### ジュネーヴに事務所がある機関
- 国際原子力機関 (IAEA) - 本部はウィーン
- 国際連合教育科学文化機関 (UNESCO) - 本部はパリ
- 国際連合工業開発機関 (UNIDO) - 本部はウィーン
- 国際連合世界食糧計画 (WFP) - 本部はローマ

## 付近
- アリアナ美術館（英語版）[3]